# 蕭十一郎 (小說)
《蕭十一郎》，古龍中期代表作之一，出版於1973年。《蕭十一郎》在古龍作品中算是比較特別的一本，因為大部分小說是先有小說再有電影，而《蕭十一郎》則是先有電影再有小說。古龍說，《蕭十一郎》本來是部電影，所以該小說沒有他一直以來的通病：枝節太多、廢話太多。玩偶山莊的發想可能出自今昔物語集。小說《蕭十一郎》續作為《火併蕭十一郎》。

## 主要人物
- 蕭十一郎/蕭石逸：本書主角，原名蕭石逸（只是在玩偶山莊時的化名，未必為真），認為是江湖五百年來出手最乾淨利落、眼光最准的大盜，惡名昭著。但是，蕭十一郎跟楚留香一樣，是個俠盜，搶來的錢是用來幫助別人的，自己的錢卻是靠努力賺來的。風四娘說：「蕭十一郎只請得起別人吃牛肉麵，而且說不定還要賒賬。」他用刀，後來用割鹿刀。江湖中，據說沒有別人的刀比他快。他瀟灑灑脫，一生卻遭遇許多不幸，經常是孤零零一人，所以常與狼為友。他原有十個兄弟姐妹，但卻全部被人殺了。他經常認為人類比不上狼，因為人類愛自相殘殺。他常唱關外的牧歌：「暮春三月，羊歡草長，天寒地凍，問誰飼狼？人心憐羊，狼心獨愴，天心難測，世情如霜……」
- 風四娘：令江湖中人頭疼的女妖怪，做的事莫名其妙，三十四歲的女人還像個孩子。武器為銀針，有時也用腳。銀針比不上沈家的金針，但是她的腳踢死過三隻餓狼、一隻山貓，踩死過無數條毒蛇，還曾將盤踞祁連山多年的大盜「滿天雲」一腳踢下萬丈絕崖。當蕭十一郎還是孩子時，風四娘已認識他，並且愛上了他，只是風四娘沒有說出來。
- 沈壁君：沈家莊的小姐，連城壁之妻。因一次偶然的機會，為小公子所傷，被蕭十一郎救走。但是，她卻以為蕭十一郎救她是不安好心，於是多次中小公子的詭計，令蕭十一郎為了救她而受重傷。可惜的是，沈壁君還是一直不信任蕭十一郎。直到他們來到玩偶山莊，沈壁君才真正信任蕭十一郎。後來，沈壁君更看清了所謂君子的真面目，以及連城壁的真面目。沈壁君為人較沒主見，比較軟弱。她的武器是沈家的金針。
- 小公子：經常女扮男裝，全身上下都是暗器，為「逍遙侯」的徒弟。為人陰沉狡猾惡毒，愛想不同辦法來折磨別人。後死於連城壁的「袖中劍」下。

## 次要人物

### 武林六君子
- 連城璧
- 徐青藤
- 朱白水
- 柳色青
- 厲剛：「見色不亂真君子」
- 楊開泰：「鐵君子」

六人中，楊開泰是真君子；柳色青是巴山顧道人的弟子，生性恬淡；朱白水出了家當和尚；其餘三人則是不折不扣的反派，尤其是連城璧 (見《火併蕭十一郎》)。

### 乱石山强盗
- 解不得：绰号“两头蛇”

### 沈家相关
- 沈太君
- 沈义

### 鲁东四义
- 沈天松
- 沈天柏
- 沈天菊
- 沈天竹

### 雷电双神
- 雷满堂：绰号“太湖雷神”，善使一双“雷公凿”
- 龙光：绰号“一闪”

### 无双铁掌，龙马精神
- 龙飞骥：绰号“天马行空”
- 雷雨：绰号“万里行云”

### 其他
- 花平
- 公孙铃：绰号“飞大夫”
- 司交曙：「獨臂掃天山，單掌誅八寇」，绰号「獨臂鷹王」。風四娘為了搶割鹿刀，曾色誘司空曙，但最後搶到的只是假刀。後被屠嘯天和海靈子打得重傷，為小公子所殺。
- 趙無極：「先天無極門」的掌門、
- 屠嘯天：绰号“关东大侠”
- 海靈子：海南派碩果僅存的唯一高手
- 马回回
- 万重山：沈太君娘家的侄子，绰号“襄阳剑客”
- 冯士良
- 冯五
- 红鼻子老头：卖酒人
- 老赵：赶车人
- 柳永南
- 彭鹏飞
- 司徒中平：绰号“稳如泰山”
- 小雯
- 梅子
- 苏燕
- 紅櫻綠柳：玩偶山莊中的兩個老人，一人穿紅衣 (李紅櫻)，一人穿綠衣 (楊綠柳)，故有此名。由於不是逍遙侯的對手，他們只好整天下棋來麻醉自己，但其實他們是上一輩的高手，劍術已練到「以氣馭線，以線馭劍」的境界 (見《火併蕭十一郎》)。在八角亭的決戰中，跟蕭十一郎打成平手。

## 故事大綱
江湖中令無數人頭疼的女妖怪風四娘為了搶奪「割鹿刀」，先後去找關中群盜的老大哥花平和「飛大夫」公孫鈴，卻因為二人的手腳被她的老朋友──「大盜」蕭十一郎砍斷，只好放棄。但她突然遇到了蕭十一郎，於是一邊吃牛肉麵，一邊叫蕭十一郎幫她搶刀，但他們最後搶到的只是把假刀。
由於割鹿刀的鑄造者徐大師打算把真的割鹿刀送給「武林六君子」其中一人，蕭十一郎和風四娘就跟六君子中的「鐵君子」楊開泰去了沈家莊。但是到了沈家莊，六君子卻說割鹿刀已被蕭十一郎偷走 (那時大家不知道跟楊開泰來的就是蕭十一郎) ，並揚言要殺死蕭十一郎。蕭十一郎心情不好，獨自一人，唱著關外草原上的牧歌，離開了沈家莊。
剛離開沈家莊，蕭十一郎就發現女扮男裝的「小公子」殺了護刀者之一的「獨臂鷹王」司交曙，並嫁禍給蕭十一郎。蕭十一郎於是在客棧裏跟小公子鬥法。碰巧，武林第一美人沈壁君也來了客棧，並為小公子所傷，蕭十一郎只好看著小公子逃走，然後去救沈壁君。
治好沈壁君後，不斷有江湖中的名俠把沈壁君接回沈家莊 (其實全是小公子的詭計) ，蕭十一郎不願把真相告訴沈壁君，於是一次又一次被沈壁君看成壞人。而蕭十一郎也一次又一次地救沈壁君，受的傷一次比一次重。終於看清楚小公子的詭計，沈壁君只好跟傷重的蕭十一郎逃命，逃進了「玩偶山莊」。此時，二人已經愛上了對方。
玩偶山莊是小公子的師父──逍遙侯的住處。蕭十一郎和沈壁君以為自己被魔法縮小，到弄清整件事後，他們又逃出了玩偶山莊。但是，逍遙侯卻告訴沈壁君，沈家莊被自己燒掉。沈壁君想報仇，於是又進入玩偶山莊；蕭十一郎自然也就去了挑戰逍遙侯。
大家都知道逍遙侯的武功深不可測，蕭十一郎是有輸沒贏的，但是蕭十一郎仍然要去挑戰逍遙侯。
「蕭十一郎一定會回來的，一定……」風四娘和沈壁君都這樣想。但是蕭十一郎真的能回來嗎？